# Nguyễn Văn Cốc
Nguyễn Văn Cốc (Distretto di Viet Yen, 1943) è un generale e aviatore vietnamita.
È stato un asso nordvietnamita pilota di MiG-21 del 921º Reggimento Caccia della Không Quân Nhân Dân Việt Nam. Gli sono stati attribuiti nove abbattimenti di aerei statunitensi, inclusi due F-4D, due F-105F, un F-105D, un F-4B e un F-102A durante la guerra del Vietnam. Su nove abbattimenti, solo sette sono stati finora riconosciuti dalla United States Air Force.